# Lauxania flavipes
Lauxania flavipes är en tvåvingeart som beskrevs av Mario Bezzi 1908. Lauxania flavipes ingår i släktet Lauxania och familjen lövflugor.
Artens utbredningsområde är Eritrea. Inga underarter finns listade i Catalogue of Life.